# توماس أيدم
توماس أيدم هو سياسي نرويجي، ولد في 31 يناير 1859 في Sykkylven ‏ في النرويج، وتوفي في 1954. نشط حزبياً في الحزب الليبرالي. وقد انتخب عضو برلمان النرويج ‏ عن دائرة Market towns of Nordland, Troms and Finnmark ‏ وقد انضم خلال فترته النيابية ‏ (1925 – 1927) للكتلة البرلمانية الحزب الليبرالي وانتخب عضو برلمان النرويج ‏ عن دائرة  وقد انضم خلال فترته النيابية ‏ (1916 – 1918) للكتلة البرلمانية الحزب الليبرالي وانتخب عضو برلمان النرويج ‏ عن دائرة  خلال فترته النيابية ‏ (1913 – 1915).